# Елизабета Ђоревска
Елизабета Ђоревска (Скопље, 11. јануар 1961) југословенска и српска је филмска, телевизијска, позоришна и гласовна глумица.

## Биографија
Рођена је 11. јануара 1961. године у Скопљу. Као двогодишња беба донета је у Београд. Студирала је глуму на Факултету драмских уметности у Београду, у класи професора Предрага Бајчетића, заједно са Мајом Сабљић и Банетом Видаковићем. Остварила је преко четрдесет значајних улога, од којих треба издвојити улоге у филмовима: Оркестар једне младости, Октобарфест, Лагер Ниш, Подземље, Чарлстон за Огњенку, Неко ме ипак чека и Сестре. У плодоносној позоришној каријери, одиграла је улоге у преко шездесет представа, укључујући и мјузикле. Значајне представе су: "Два мириса руже", "Стаклена менажерија", "Вртешка", "Три сестре", као и у мјузикли "Кабаре" и "Чикаго". Опчинила је и Рејфа Фајнса и заиграла у његовом филму Кориолан. Добитница је великог броја награда и признања. Првакиња је Позоришта на Теразијама. Живи и ради у Београду. Бави се синхронизацијом филмова за студио Ливада Београд.

## Филмографија
| Год.       | Назив                            | Улога              |
| ---------- | -------------------------------- | ------------------ |
| 1970.-те   |                                  |                    |
| 1978.      | Вечерас пробамо Молијера         |                    |
| 1980.-те   |                                  |                    |
| 1981.      | Историја брачног лома у три тома | Болничарка         |
| 1982.      | Директан пренос                  | Леа                |
| 1982.      | Странствовање                    | Тина               |
| 1982.      | Венеријанска раја                |                    |
| 1982.      | Недељни ручак                    |                    |
| 1983.      | Снохватице                       |                    |
| 1984.      | Не тако давно                    |                    |
| 1984.      | Бањица                           |                    |
| 1984.      | Зид (ТВ)                         | Милица             |
| 1985.      | Оркестар једне младости          |                    |
| 1985.      | Звезде на челу                   |                    |
| 1985.      | У затвору                        | Марија Станић      |
| 1986.      | Конац комедије                   | Ванда Витковска    |
| 1987.      | Увек спремне жене                | Радница у гвожђари |
| 1987.      | Октобарфест                      |                    |
| 1987.      | Вук Караџић                      | Савка Живковић     |
| 1987.      | Живот у гробљанској              | Мирјана „Мира“     |
| 1987.      | Последња прича                   |                    |
| 1987.      | Лагер Ниш                        | Мила/Елза          |
| 1988.      | Да капо                          |                    |
| 1989.      | Атоски вртови - преображење      | Гатара             |
| 1990.-те   |                                  |                    |
| 1991.      |                                  | Софи               |
| 1994.      | Театар у Срба                    | Славка             |
| 1994.      | Полицајац са Петловог брда       | Социјална радница  |
| 1995.      | Подземље                         |                    |
| 1996.      | Била једном једна земља          | Суфлерка           |
| 2000.-те   |                                  |                    |
| 2001.      | Крсташи                          |                    |
| 2002.      | Мак                              | Мајка              |
| 2002.      | Кордон                           | Јованка            |
| 2003.      | Лисице                           |                    |
| 2004.      | Карађорђе и позориште            | Мајка Карађорђа    |
| 2004.      | Стижу долари                     | Војина жена        |
| 2006.      | Два мириса руже                  | Марлена            |
| 2006.      | Сутра ујутру                     | Медицинска сестра  |
| 2008.      | Чарлстон за Огњенку              | Мара Пијандура     |
| 2009.      | Неко ме ипак чека                | Чуварка            |
| 2010.-те   |                                  |                    |
| 2010.      | Флешбек                          | Професорка         |
| 2010.      | Село гори, а баба се чешља       | Јабланова жена     |
| 2011.      | Кориолан                         | Маид               |
| 2011.      | Мирис кише на Балкану            | Пепица Прегер      |
| 2011.      | Наша мала клиника                | Госпођа            |
| 2011.      | Сестре                           | Мајка              |
| 2012.      | Непобедиво срце                  | Мирослављева мајка |
| 2012.      | Гости само што нису стигли       | Жаклина            |
| 2015.      | Дневник машиновође               | директорова жена   |
| 2016—2020. | Убице мог оца                    | Оља Јаковљевић     |
| 2020.-те   |                                  |                    |
| 2020.      | Игра судбине                     | Др Злата Накић     |
| 2021.      | Време зла                        | Стака              |
| 2024.-     | Игра судбине                     | Биљана Вучковић    |

## Улоге у синхронизацијама
| Година | Наслов                     | Улога                  |
| ------ | -------------------------- | ---------------------- |
| 2017.  | Лепотица и звер (2017)     | Госпођа Чајник (говор) |
| 2019.  | Грдана — господарица зла   |                        |
| 2019.  | Краљ лавова (2019)         | Сараби                 |
| 2023.  | Мала сирена (филм из 2023) | Краљица Селина         |